# 小千谷ふるさとの丘ユースホステル
小千谷ふるさとの丘ユースホステル（おぢやふるさとのおかユースホステル）は日本ユースホステル協会に加盟している新潟県のユースホステル。客室数4室で、食事は魚沼産コシヒカリや地場野菜、山菜を中心とする。

## 歴史
運営者は大阪出身で、大学卒業後に就職した会社を2年で退職、日本一周の自転車旅行中に投宿したユースホステルがきっかけで田舎暮らしに憧れるようになる。その後長野県で再就職するが馴染めず退職、2000年に小千谷で築100年の民家を買い取り自力で改造、2002年4月にユースホステルとして開業した。
しかし2004年10月の新潟県中越地震で建物が半壊、運営者も体育館での避難生活であったが、常連客の支援を受けながら修復され、2005年12月17日に営業を再開した。
再開後、ユースホステル近くの闘牛場のそばにある巨岩の名称を闘牛振興協議会が募集、運営者が応募した「みまもり岩」の名称が復興の象徴として選ばれた。

## 設備
- 個人や小グループに適している
- グループで一室利用可
- 余裕があればグループで一室利用可
- 駐車場あり
- 洗濯機あり
- 乾燥機あり
- 荷物預かりあり
- 周辺にスキー場あり
- 周辺に温泉あり

## アクセス
- JR上越線小千谷駅から北越後観光バス（旧・越後柏崎観光バス）岩間木、塩谷行き10分寺沢バス停下車徒歩5分